# Kwasio
La llengua kwasio, també coneguda com a Ngumba / Mvumbo, Bujeba, i Gyele / Kola, és una llengua de Camerun, parlada al sud al llarg de la costa i la frontera amb Guinea Equatorial per membres de les ètnies ngumba, kwasio, gyele i mabi. Els kwasio, ggumba, i mabi són grangers i viuen en llogarets, mentre que els gyele (també coneguts com a kola o koya) són pigmeus nòmades caçadors-recol·lectors que viuen en als boscos.
Els dialectes són el kwasio (Kwassio, Bisio), Mvumbo (Ngumba, Ngoumba, Mgoumba, Mekuk), i Mabi (Mabea). La parla gyele té els subdialectes de Mvumbo, Gyele al nord i Kola (sard) Koya al sud, també pronunciat Giele, Gieli, Gyeli, Bagiele, Bagyele, Bajele, Bajeli, Bogyel, Bogyeli, Bondjiel i Likoya, Bako, Bakola, Bakuele, o Bekoe. També s'usa el terme local pejoratiu per als pigmeus Babinga. Glottolog hi afegeix el shiwa.
El kwasio és una llengua tonal. Com a llengua bantu, té una classe nominal que ha quedat reduïda a només sis gèneres (un gènere té una parella de classe nominal singular i plural).
El terme Bakola també és usat pels pigmeus de la frontera septentrional Congo–Gabon, que parlen la llengua ngom.